# Ford Escort WRC
La Ford Escort WRC è una versione da competizione della Ford Escort, specificatamente progettata per partecipare al Campionato del mondo rally, in cui ha gareggiato dal 1997 al 1998 vincendo due gare con Carlos Sainz nella stagione 1997.

## Stagione 1997
La vettura viene presentata al termine del Rally di Catalunya del 1996, ultima gara delle vetture Gruppo A, ma a differenza della rivale Subaru Impreza la Escort è pressoché una Gruppo A ulteriormente evoluta secondo gli specifici regolamenti tecnici delle World Rally Car.
La vettura fa il suo esordio al Rally di Montecarlo 1997, con i due piloti ufficiali Carlos Sainz e Armin Schwarz.
Sainz conquista subito un buon secondo posto dietro a Piero Liatti, risultato che lo spagnolo ripeterà anche in Svezia.
Al Safari Rally Sainz si ritira per un problema meccanico mentre Schwarz finisce quarto, il tedesco poi termina 3° in Portogallo con Sainz di nuova fuori gara.

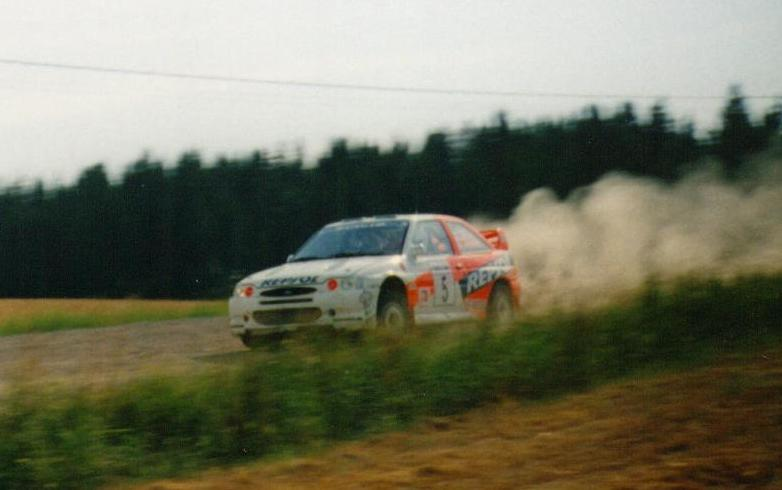
La Ford Escort WRC in azione al Rally di Finlandia 1997 con al volante Carlos Sainz

In Spagna entrambe le Escort non vanno a punti ma Sainz centra la seconda posizione in Corsica.
Dalla gara successiva, il Rally di Argentina la Ford sostituisce Armin Schwarz con l'esperto Juha Kankkunen, che ottiene già dall'inizio buoni risultati, in Grecia all'Acropolis Rally la Ford fa doppietta con Sainz primo davanti a Kankkunen; in Nuova Zelanda finiscono nello stesso ordine 2° e 3° e proprio nel round neozelandese la Escort WRC viene aggiornata e grazie all'omologazione FIA del 1º luglio 1997 viene equipaggiata con più moderno e performante cambio sequenziale X-Trac a sei rapporti al posto del leveraggio ad "H" oltre a numerose altre evoluzioni su sospensioni, sistemi elettronici e sul controllo elettronico dei differenziali. Successivamente Kankkunen termina secondo in Finlandia, e poi al Rally d'Indonesia la Ford fa di nuovo doppietta con Sainz 1° e Kankkunen 2°; sarà l'ultima vittoria a livello mondiale della Escort Wrc.
Le Ford sono veloci anche a Sanremo dove Sainz è 4° per un soffio e Kankkunen è 6°.
In Australia Sainz è primo quando si ritira, mentre nell'ultima gara dell'anno, in Galles, Kankkunen termina 2° davanti a Sainz 3°.

## Stagione 1998
Nel 1998 la Ford, dopo il passaggio di Carlos Sainz alla Toyota, decide di schierare Juha Kankkunen ed il belga Bruno Thiry, quest'ultimo già pilota dell'ovale blu nelle stagioni '95 e '96 a bordo della Ford Escort Gruppo A.
La stagione inizia con le migliori premesse viste le evoluzioni che la Ford ha apportato al modello, come il nuovo propulsore sviluppato dalla TWR di Tom Walkinshaw, nonostante il vicino pensionamento per lasciare il posto alla Ford Focus WRC.
La stagione parte bene, Kankkunen finisce 2º a Montecarlo terzo in Svezia mentre Thiry arriva rispettivamente 6° e 8°.
Al Safari Rally e al Rally di Portogallo, Bruno Thiry viene sostituito (causa infortunio) da Ari Vatanen, gran conoscitore dei fondi sterrati.
Vatanen termina al terzo posto nell'impegnativo Safari dove Kankkunen è 2°, mentre in Portogallo Vatanen è 5° e Kankkunen soltanto 7°.
La gara successiva, il Rally di Spagna, vede il ritorno di Bruno Thiry, ma per il team gestito da Malcolm Wilson si tratterà di un doppio ritiro con l'uscita di strada di Kankkunen ed il cedimento meccanico sulla Escort di Thiry.
In Corsica il belga Thiry si dimostra molto veloce ma a causa di alcuni errori, la gara sull'isola di Napoleone relega il belga al quinto posto, mentre Kankkunen termina soltanto nono.
Nelle due gare successive, Argentina e Grecia, Kankkunen termina al terzo posto, mentre in entrambe Thiry è costretto al ritiro per rottura del motore.
In Nuova Zelanda Thiry esce rovinosamente di strada mentre Kankkunen è 4°.
Dopo il 3º posto di Kankkunen in Finlandia, la stagione procede in sordina per i due piloti Ford. Ma nell'ultima gara della stagione, il Rac Rally, Kankkunen e Thiry ottengono rispettivamente la 2ª e la 3ª posizione, terminando in maniera perfetta la carriera della gloriosa Escort nei rally.

## Altre competizioni
Fin dall'esordio nel 1997 la Escort Wrc fu utilizzata da molti. La Escort poteva essere convertita dalla precedente versione Gruppo A in Wrc, cosa che aumentò notevolmente la sua diffusione, anche grazie al fatto che la stessa M-Sport vendeva ai piloti privati un kit di trasformazione.

### 1997
Nel 1997 Grégoire de Mevius e Volkan Isik la usarono nel Campionato Europeo Rally. Fernando Peres acquistò l'esemplare utilizzato al Safari da Schwarz per utilizzarlo nel campionato nazionale portoghese. Anche l'emiro arabo Mohammed Ben Sulayem sceglie la Escort WRC per le gare del Medio-Oriente.
Il belga Patrick Snijers, grazie al supporto del Team Bastos riesce ad utilizzarla in alcuni round del Campionato Europeo e nel Campionato Belga. Un altro esemplare viene acquistato dal greco Leonidas Kirkos per il campionato nazionale.

### 1998
Il 1998 è un anno di grande attività per la vettura inglese.
Molti piloti decidono infatti di utilizzare proprio la Escort Wrc per i loro programmi.
Armin Schwarz (Camp.Europeo), Gianfranco Cunico e Angelo Medeghini (Camp.Italiano), Patrick Snijers (Camp.Europeo e Belga), Leonidas Kirkos e Ioannis Papadimitriou (Camp.Greco), Jasen Popov (Camp.Europeo), Laurent Verhoestraete (Camp.Europeo e Belga), Sebastian Lindholm e Ari Latvala (Camp.Finlandese), Brian Green (Camp.Neozelandese), Alexander Nikonenko (Camp.Europeo e WRC), Wilhelm Stengg (Camp.Europeo e Austriaco), Gregorio Picar (Camp.Canarie), Valter Jensen (Camp.Norvegese) e Dmitri Malson (Camp.Europeo e Estone), oltre ai piloti che la utilizzarono l'anno precedente.

### 1999
Nel 1999 la lista dei piloti che utilizzano la vettura britannica aumenta, tra questi anche nomi di spicco come Janusz Kulig (Camp.Europeo e Polacco), Mats Jonsson (Camp.Europeo e Svedese) e Markko Martin (WRC).
Anche Eamonn Boland (Camp.Irlandese), Kristian Poulsen (Camp.Europeo e WRC) e Serdar Bostanci (Camp.Turco) optano per la Escort Wrc, mentre in Italia le vetture del Jolly Club vengono affidate ad Andrea Navarra, Alex Fiorio e Giuseppe Grossi.

### 2000
Nel 2000 la Escort continua la sua attività in mano a piloti privati. Enrico Bertone imbastisce un programma con il Jolly Club per il Campionato Europeo. Oltre a lui anche Jari Viita in Finlandia, Trond Sveindsvoll e Henning Solberg in Norvegia e Jussi Valimaki in Finlandia.
Negli anni successivi l'utilizzo della vettura americana è in calo, preferita alle WRC più recenti. Le Escort passano di mano a piloti di minor spessore che le utilizzano in gare nazionali.

## Palmarès

### Vittorie nel campionato del mondo
| Anno | Rally             | Pilota       | Navigatore | Team   |
| ---- | ----------------- | ------------ | ---------- | ------ |
| 1997 | Rally di Grecia   | Carlos Sainz | Luis Moya  | Repsol |
| 1997 | Rally d'Indonesia | Carlos Sainz | Luis Moya  | Repsol |

### Vittorie nel campionato europeo
| Anno           | Rally                    | Pilota           | Navigatore        | Team                   |
| -------------- | ------------------------ | ---------------- | ----------------- | ---------------------- |
| 1997           | Rallye des Hautes Fagnes | Patrick Snijers  | Dany Colebunders  | Bastos Ford Rally Team |
| 1997           | Rally Krakowski          | Paweł Przybylski | Krzysztof Gęborys |                        |
| 1997           | Rally di Polonia         | Patrick Snijers  | Dany Colebunders  | Bastos Ford Rally Team |
| Rally Gunaydin |                          |                  |                   |                        |